# Amakusanthura toyamaensis
Amakusanthura toyamaensis är en kräftdjursart som beskrevs av Nunomura 1992. Amakusanthura toyamaensis ingår i släktet Amakusanthura och familjen Anthuridae. Inga underarter finns listade i Catalogue of Life.